# Alfonso Barrés du Molard
Alfonso Barrés de Molard fue un militar francés que sirvió como oficial en el ejército del Pretendiente Carlos María Isidro de Borbón durante la Primera Guerra Carlista.

## Biografía
Llegó al campo carlista en el año 1834 junto con sus hermanos Carlos, vizconde de Barrés de Molard, oficial de artillería en el ejército francés, y Amadeo.
Carlos recibió el grado de capitán en el ejército carlista, muriendo el 14 de diciembre de 1834 en la batalla de Mendaza. Amadeo fue oficial en el escuadrón de la Legitimidad.

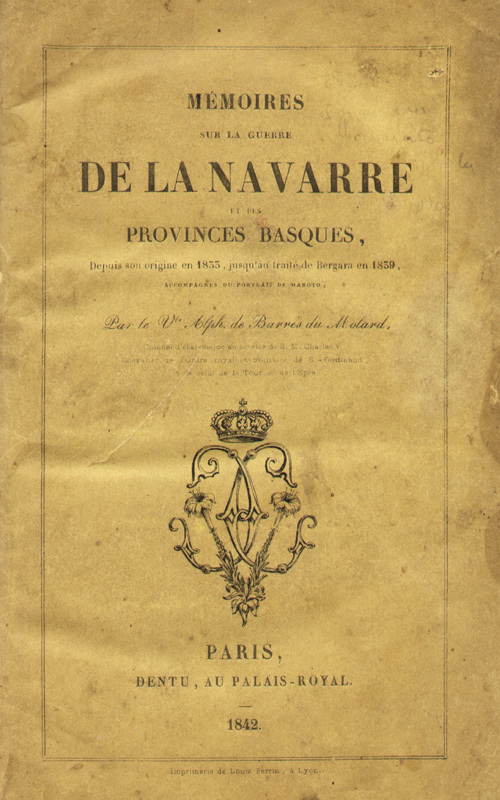
Portada de la obra "Memoires sur la guerre de la Navarre et des Provinces Basques"

Alfonso había sido subteniente en el ejército francés y dejó el servicio en 1830 para participar en el ejército de Miguel en Portugal. En noviembre de 1833 se encontraba en España, marchó a Francia y volvió con Alexis Sabatier en julio de 1834 para incorporarse al ejército de Tomás de Zumalacárregui con el grado de teniente de infantería. Llegó a ser coronel del estado mayor y condecorado como Caballero de la orden real de San Fernando. En 1842 publicó su obra "Memoires sur la guerre de la Navarre et des Provinces Basques". 
Tras la muerte de su hermano Carlos, recibió el título de vizconde de Barrés de Molard.

## Obras
- Mémoires sur la guerre de Navarre et des provinces basques, depuis son origine en 1833, jusqu'au traité de Bergara en 1839 (en francés). Dentu. 1842. OCLC 456886652. Consultado el 12 de febrero de 2023.